# Le Fournet
Le Fournet é uma comuna francesa na região administrativa da Normandia, no departamento Calvados. Estende-se por uma área de 3,07 km². Em 2010 a comuna tinha 68 habitantes (densidade: 22,1 hab./km²).